# Javon Francis
Javon Francis (ur. 14 grudnia 1994 w Kingston) – jamajski lekkoatleta specjalizujący się w biegach sprinterskich.
W 2013 zdobył srebro w sztafecie 4 × 400 metrów na mistrzostwach świata w Moskwie. Na igrzyskach olimpijskich w Rio de Janeiro (2016) wywalczył srebrny medal w sztafecie 4 x 400 metrów. Rok później zdobył brązowy medal IAAF World Relays w tej samej konkurencji. Podczas kolejnej edycji Igrzysk Wspólnoty Narodów (2018) sięgnął dwukrotnie po brązowy medal (w biegach na 400 metrów i rozstawnym 4 × 400 metrów). W 2019 zdobył dwa srebrne medale (w sztafecie 4 × 400 metrów oraz w sztafecie mieszanej) podczas mistrzostw świata w Dosze. 
Medalista mistrzostw Jamajki oraz CARIFTA Games.

## Osiągnięcia
| Rok  | Impreza                                     | Miejsce        | Konkurencja                   | Lokata     | Wynik           |
| ---- | ------------------------------------------- | -------------- | ----------------------------- | ---------- | --------------- |
| 2012 | Mistrzostwa Ameryki Śr. i Karaibów juniorów | San Salvador   | sztafeta 4 × 400 m            | 1. miejsce | 3:08,94         |
| 2012 | Mistrzostwa świata juniorów                 | Barcelona      | bieg na 400 m                 | 9. miejsce | 47,57           |
| 2012 | Mistrzostwa świata juniorów                 | Barcelona      | sztafeta 4 × 400 m            | 5. miejsce | 3:07,31         |
| 2013 | Mistrzostwa świata                          | Moskwa         | bieg na 400 m                 | półfinał   | 45,62           |
| 2013 | Mistrzostwa świata                          | Moskwa         | sztafeta 4 × 400 m            | 2. miejsce | 2:59,88         |
| 2015 | Mistrzostwa świata                          | Pekin          | bieg na 400 m                 | półfinał   | 44,77           |
| 2015 | Mistrzostwa świata                          | Pekin          | sztafeta 4 × 400 m            | 8. miejsce | 2:58,51         |
| 2016 | Igrzyska olimpijskie                        | Rio de Janeiro | bieg na 400 m                 | półfinał   | 44,96           |
| 2016 | Igrzyska olimpijskie                        | Rio de Janeiro | sztafeta 4 × 400 m            | 2. miejsce | 2:58,16         |
| 2017 | IAAF World Relays                           | Nassau         | sztafeta 4 × 400 m            | 3. miejsce | 3:02,86 (elim.) |
| 2018 | Halowe mistrzostwa świata                   | Birmingham     | bieg na 400 m                 | półfinał   | 46,73           |
| 2018 | Igrzyska Wspólnoty Narodów                  | Gold Coast     | bieg na 400 m                 | 3. miejsce | 45,11           |
| 2018 | Igrzyska Wspólnoty Narodów                  | Gold Coast     | sztafeta 4 × 400 m            | 3. miejsce | 3:01,97         |
| 2019 | Mistrzostwa świata                          | Doha           | sztafeta 4 × 400 m            | 2. miejsce | 2:57,90 (elim.) |
| 2019 | Mistrzostwa świata                          | Doha           | sztafeta mieszana (4 × 400 m) | 2. miejsce | 3:11,78         |

## Rekordy życiowe
- Bieg na 200 metrów – 20,52 (2018)
- Bieg na 400 metrów – 44,50 (2015)